# Robert E. Konrad
Robert Edgar Konrad (auch Robert E. Conrad, * 24. April 1926 in Zürich; † 8. August 1951 in Bedano, Tessin) war ein deutscher Schriftsteller, Lyriker, Übersetzer und Maler.

## Leben

Gemälde von Robert E. Konrad: Blick vom General Guisan Quai auf das Hotel Baur au Lac und dessen Park (1948); Öl auf Faserplatte

Konrad wurde in Zürich als Sohn eines deutschen Vaters und einer schweizerischen Mutter geboren, die er im Alter von drei Jahren verlor. 1942 zog er in die Heimat seines Vaters nach München, wo er Lehrerseminare und Kurse in der Kunstakademie belegte. 1944, während des Zweiten Weltkrieges, kehrte er in die Schweiz zurück. In einer Fabrik in Zürich war er vier Jahre als einfacher Arbeiter beschäftigt, da er von seiner Kunst, dem Malen und Dichten, nicht leben konnte.

## Werk
Nach seiner Heirat 1949 und finanziell unterstützt von seiner Frau begann er künstlerisch zu arbeiten. Er schuf 48 Gedichte, Erzählungen, Übersetzungen der amerikanischen Dichterin Emily Dickinson, des französischen Dichters Henri Rousseau und des Dichters Andri Peer und rund 70 Gemälde. Ausserdem schuf er Zeichnungen, von denen eine Bleistiftzeichnung in der monatlich erscheinenden Schweizer Kulturzeitschrift du im Dezember 1951 veröffentlicht wurde. Von 1950 bis 1951 gab er die monatlich erschienene Literaturzeitschrift Essence heraus. Am 8. August 1951 kam der Künstler bei einem Besuch in Bedano bei Verwandten zu Tode, als durch sintflutartige Niederschläge bei einem Unwetter ein Murenabgang das Haus verschüttete, in dem er sich gerade aufhielt.

## Rezeption
Er hinterliess ein bisher zum grössten Teil unveröffentlicht gebliebenes dichterisches und malerisches Werk, das von einer überragenden Doppelbegabung zeugt. Einiges wurde posthum veröffentlicht und auch im Ausland rezipiert. Im September und Oktober 1951 fand eine Gedächtnisausstellung Robert E. Konrads unter dem Patronat der Graphischen Sammlung der ETH Zürich im Museum Strauhof in Zürich statt. 1955 wurden Arbeiten von Konrad in Albert Wieners ABC-Galerie in Winterthur ausgestellt.

## Schriften
- Dichtung und Bild. Gesammelte Werke des Malerdichters[15], Arche Verlag, Zürich, 1961 Gedichte, Erzählungen, Übersetzungen, Zeichnungen[16]
- Monika Laederach, Robert E. Konrad: Poèmes pour U.; Chevaux de l'amour et de l'adieu[17]
- Lieder für U. (Margaret Unholz). Privatdruck, 1947, 33 Bl. Original-Schreibmaschinen-Typoskript[18]